# 塞斯马
塞斯马（西班牙語：Sesma）是西班牙纳瓦拉的一个市镇。总面积71平方公里，总人口1388人（2001年），人口密度20人/平方公里。